# Potgietersrus
Potgietersrus este un oraș din Africa de Sud.